# Alistra stenura
Alistra stenura är en spindelart som först beskrevs av Simon 1898.  Alistra stenura ingår i släktet Alistra och familjen panflöjtsspindlar.
Artens utbredningsområde är Sri Lanka. Inga underarter finns listade i Catalogue of Life.